# Admète
Pour les articles homonymes, voir Admète (homonymie) et Admetus.

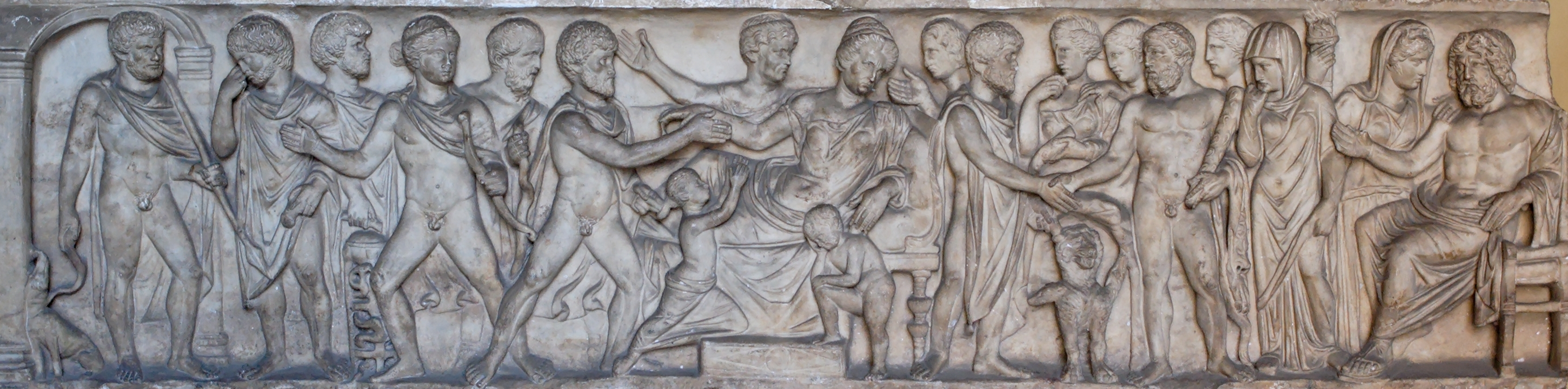
Mythe d'Admète et Alceste, sarcophage d'Ostie, 161-170 ap. J.-C., musées du Vatican.

Dans la mythologie grecque, Admète  (en grec ancien Ἄδμητος / Ádmêtos, « indompté, insoumis ») est un roi de Phères en Thessalie. Selon certains auteurs, il prend part à l'expédition des Argonautes.

## Mythe

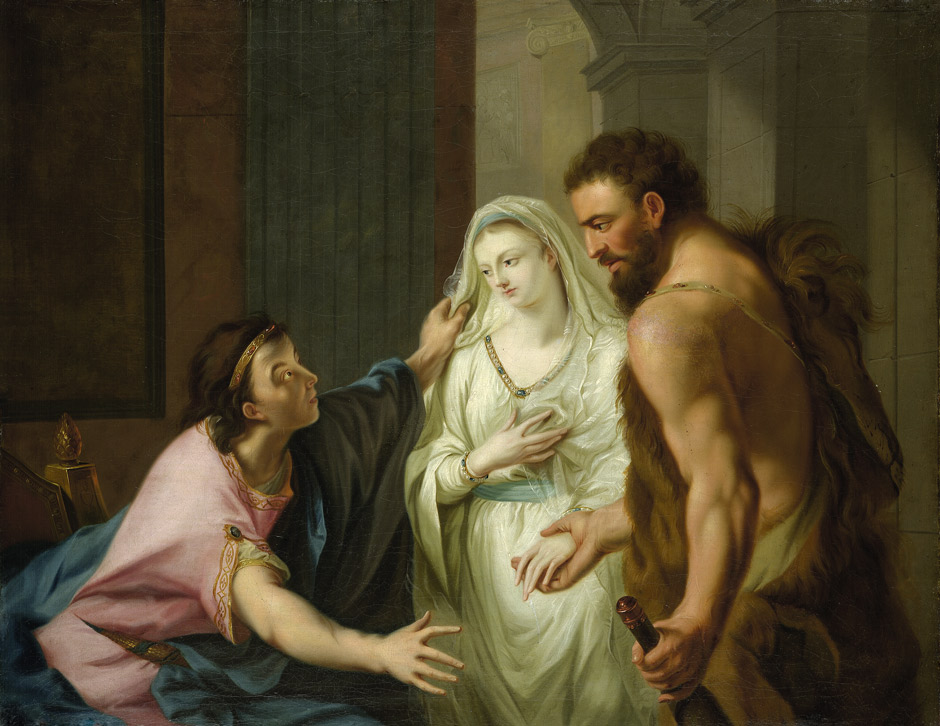
Hercule ramène Alceste à Admète

Dès l’Iliade, Admète est dit fils de Phérès, qui est roi de Phères avant lui, et il épouse Alceste.

### La servitude d'Apollon chez Admète
Un premier récit mettant en scène Admète relate la façon dont, dans des circonstances qui varient selon les auteurs, le dieu Apollon est condamné par Zeus à se mettre au service d'Admète pendant une durée limitée. Le premier auteur à indiquer explicitement la cause de cette période de servitude est Phérécyde, dans deux fragments de son œuvre. Lorsque Asclépios, l'un des fils d'Apollon, pousse son art de la médecine jusqu'à tenter de ressusciter les morts, Zeus entre en courroux contre lui et le foudroie ; Apollon, rendu à son tour furieux par la mort de son fils, se venge des Cyclopes, artisans du foudre, en tuant leurs enfants (dans d'autres versions, notamment chez Hésiode, Apollon tue les Cyclopes eux-mêmes). Après avoir menacé de précipiter Apollon dans le Tartare, Zeus décide finalement de le condamner à se mettre au service d'un mortel : Admète. Callimaque, dans son hymne à Apollon, donne une autre version selon laquelle Apollon tombe amoureux d'Admète alors dans la fleur de l'âge et se met volontairement à son service.

### Admète et Alceste
Le pseudo-Apollodore et Hygin sont les premiers auteurs connus à évoquer les circonstances du mariage entre Admète et Alceste : le père d'Alceste, Pélias, réclamait aux prétendants à la main de sa fille un exploit impossible, consistant à atteler un sanglier et un lion à un char, exploit qu'Admète parvient seul à réaliser grâce à l'aide d'Apollon. Admète et Alceste ont un fils, Eumélos, et on leur prête parfois un second fils, Lykourguos ainsi qu'une fille, nommée Alkimaché ou Ériopé.
Grâce à une autre intervention d'Apollon, Admète se voit offrir la possibilité de différer sa mort si, lorsqu'il parvient au terme normal de sa vie, quelqu'un accepte de mourir à sa place : finalement son épouse, Alceste, s'offre à le faire. Ce thème sert de sujet à plusieurs tragédies à l'époque classique. La plus connue est celle d'Euripide, Alceste, qui nous est parvenue en entier. Nous savons aussi que Phrynichos et Sophocle avaient traité ce sujet avant Euripide, mais leurs pièces sont intégralement perdues et nous ne savons pas comment ils avaient traité ce sujet.
Dans l’Alceste d'Euripide, Admète, désireux de vivre plus longtemps, sollicite son père et sa mère en leur demandant de mourir à sa place, mais ses deux parents refusent. Son père souligne que malgré leur âge, le temps de la vie par rapport à celui de la mort est infiniment court et qu'il était donc précieux. Alceste, en revanche, accepte de mourir à la place de son époux, et meurt au moment où Admète aurait dû expirer. Tandis que les funérailles d'Alceste se préparent, Héraclès arrive chez Admète, qui tient à l'accueillir malgré son deuil et tente d'abord de lui dissimuler toute l'histoire. Héraclès finit par apprendre ce qui s'est passé de la bouche d'un serviteur, et, en reconnaissance pour l'hospitalité d'Admète, va intercepter Thanatos (le Trépas) et lui reprend Alceste : les deux époux sont réunis.

Chez Platon c'est Perséphone qui, admirant le sacrifice d'Alceste, l'a renvoyée des Enfers :
« 
La Grèce en a vu l'éclatant exemple dans Alceste, fille de Pélias : il ne se trouva qu'elle qui voulût mourir pour son époux, quoiqu'il eût son père et sa mère. L'amour de l'amante surpassa de si loin leur amitié, qu'elle les déclara, pour ainsi dire, des étrangers à l'égard de leur fils ; il semblait qu'ils ne fussent ses proches que de nom. Et, quoiqu'il se soit fait dans le monde beaucoup de belles actions, il n'en est qu'un très petit nombre qui aient racheté des enfers ceux qui y étaient descendus ; mais celle d'Alceste a paru si belle aux hommes et aux dieux, que ceux-ci, charmés de son courage, la rappelèrent à la vie. Tant il est vrai qu'un amour noble et généreux se fait estimer des dieux mêmes !
 »